# Stichting Dansersfonds '79

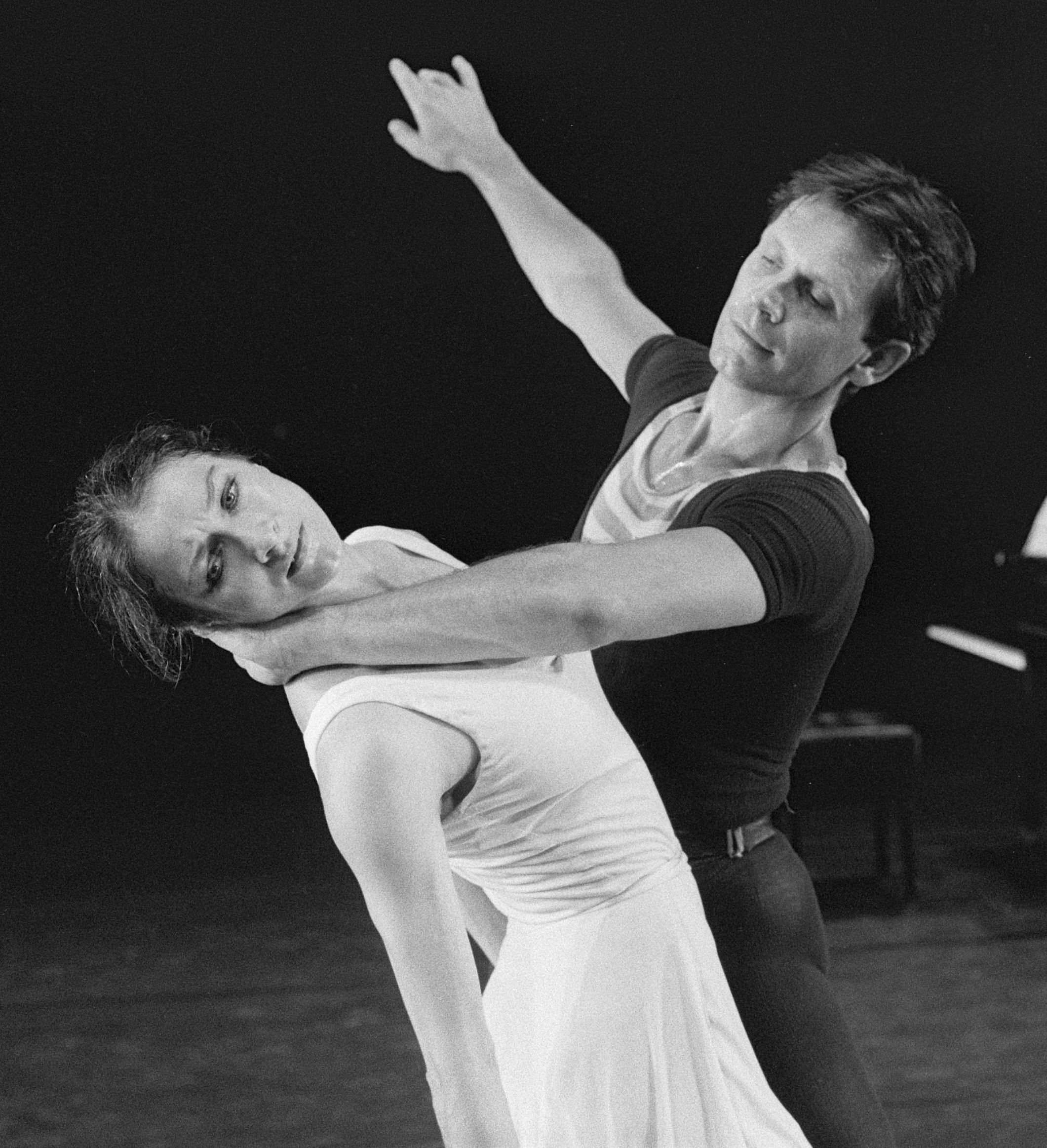
Alexandra Radius en Han Ebbelaar (1984)

Stichting Dansersfonds '79 is een fonds bedoeld voor balletdansers, in 1979 opgericht door het echtpaar Alexandra Radius en Han Ebbelaar, beiden balletdansers.

## Doelstelling en middelen
Toen Alexandra Radius en Han Ebbelaar in 1979 hun 20-jarig dansjubileum vierden besloten zij tot de oprichting van de Stichting Dansersfonds '79. De oorspronkelijke doelstelling van het Fonds was om financiële ondersteuning te bieden aan gestopte balletdansers. In die tijd waren de vooruitzichten voor dansers (die vanwege de fysieke belasting van het vak uiterlijk op de leeftijd van 38 moeten stoppen met dansen) nog niet of onvoldoende financieel en praktisch geregeld. Omdat de positie van deze doelgroep in de loop van de jaren verbeterde, werden de doelstellingen van het Fonds bijgesteld. De nadruk kwam te liggen op ondersteuning en stimulering van de danskunst in het algemeen en van getalenteerde jonge dansers in het bijzonder.
Sinds 2000 legt het Dansersfonds een duidelijk accent op de stimulering van de interesse van de jeugd voor de dans. Zo worden er voor de hoogste klassen van de belangrijkste dansopleidingen in Nederland masterclasses georganiseerd met internationaal befaamde pedagogen.
Het fonds wordt ondersteund door een brede kring van vrijwilligers, donateurs, dansers, choreografen en producenten, waardoor het fonds in de danswereld een breed draagvlak heeft.

### Studiebeurzen
Om het internationaal hoge niveau van de Nederlandse danskunst te behouden en te versterken kent het fonds jaarlijks studiebeurzen toe aan jong talent. De dansopleidingen van Nederlandse conservatoria en balletacademies selecteren daartoe hun beste leerlingen. In een openbare les van Han Ebbelaar worden zij door een vakjury beoordeeld, die op basis van de ontwikkeling en potentie van de dansers beurzen toekent aan de beste studenten.

### Prijzen
Het Fonds kent verschillende prijzen. Een Aanmoedigingsprijs wordt toegekend aan veelbelovende dansers die aan het begin van hun carrière staan. Daarnaast kent het Fonds de Prijs van Verdienste voor uitblinkende dansers en choreografen, en de Speciale Prijs voor mensen die zijdelings veel voor het ballet betekenen, waaronder artistiek leiders maar ook fysiotherapeuten, gespecialiseerd in dansers. Ook zijn er gelegenheidsprijzen zoals een algemene Dansprijs en een Choreografieprijs.

### Nederlands balletgala
Het Fonds organiseert jaarlijks het Nederlands Balletgala in Amsterdam, een benefietgala waarin alle belangrijke Nederlandse balletgezelschappen aantreden zoals Het Nationale Ballet, het Nederlands Danstheater, Introdans, het Scapino Ballet en Conny Janssen Danst. Tijdens het gala worden de prijzen en beurzen van dat jaar uitgereikt. De opbrengsten van het gala komen ten goede aan het Fonds. In 2020 kon het gala wegens de coronabeperkingen niet doorgaan.

## Overzicht Prijswinnaars

### Prijs van Verdienste
Zie voor de winnaars van deze prijs, die vanaf 1991 wordt uitgereikt, de lijst elders op deze Wikipedia.

### Aanmoedingsprijs
1981 John Wisman
1982 Bart Stuyf en Joke Zijlstra
1983 Kirsten Debrock en Marcel Wolfkamp
1984 Hilde Machtelinckx
1985 Diane Elshout en Elke Schepers
1986 Roxane Huilmand en Marieke Simons
1987 Dries van der Post en Maren Timm
1988 Ruben Brugman en Marion Vijn
1989 Josje Manuputti en Esther Protzman
1990 Lydia Harmsen, Mariëtte Redel en Paula Vink; Patrizia Tuerlings - Aanmoedigingsprijs voor choreografie
1991 Karin Post
1992 Regina van Berkel
1993 Cora Kroese en Boris de Leeuw
1994 Sjef Annink; Conny Janssen - Aanmoedigingsprijs voor choreografie
1995 Joeri de Korte en Léon Pronk
1997 Paul Lightfoot - Aanmoedigingsprijs voor choreografie
1998 Shirley Esseboom
1999 Ernst Meisner
2000 Rubinald Rofino Pronk
2001 Arjan van Hamersveld
2002 Igone de Jongh
2003 Adriaan Luteijn
2006 Femke Feddema
2007 Rink Sliphorst en Roger van der Poel
2008 Jamy Schinkelshoek
2010 Yulanne de Groot en Besim Hoti
2011 Mara Hulspas
2012 Pascal Schut
2013 Nathan Brhane en Myrthe van Opstal
2014 Imre van Opstal en Wendeline Wijkstra
2015 Nancy Burer, Floor Eimers en Nienke Wind
2016 Michael Sastrowitomo en Jurriën Schobben
2017 Kim van der Put en Timothy van Poucke
2018 Fay van Baar
2019 Elias Boersma
2020 Alejandro Zwartendijk
2021 Remy Tilburg
2022 Ellen Landa
2023 Joshua Junker

### Choreografieprijs
2000 Krzysztof Pastor

### Dansprijs
2009 Rachel Oomens

### Speciale Prijs
2001 Carola van Rijn
2004 Marisa Lopez
2007 Monique Sand
2008 Jan Hofstra
2010 Fysiotherapie Keizersgracht (John ten Kulve en Ted Willemsen)
2011 Jan Kooijman
2012 Martijn Rademaker
2016 Jan Schouten
2017 Stephen Shropshire
2018 Francis Sinceretti
2019 Roel Voorintholt
2020 Gary Feingold
2021 Ernst Meisner
2022 Esther Protzman